# Rockin' Robin (bài hát)
"Rockin' Robin" là ca khúc do Leon René sáng tác và được Bobby Day thu âm năm 1958. Đây là đĩa đơn hit duy nhất của Day, đứng vị trí thứ hai trên Billboard Hot 100.

## Phiên bản của Michael Jackson
Michael Jackson thu âm và phát hành phiên bản cover "Rockin' Robin" năm 1972, được lấy từ album solo đầu tay năm 1971 mang tựa đề "Got to Be There". Đây là hit lớn nhất từ clbum, đứng vị trí thứ hai trên bảng xếp hạng Hot 100 và R&B.

### Danh sách track
- A. "Rockin' Robin" - 2:30
- B. "Love Is Here and Now You're Gone" - 2:51

## Bảng xếp hạng
| Bảng xếp hạng (1958)                     | Vị trí cao nhất |
| ---------------------------------------- | --------------- |
| U.S. Billboard Hot 100                   | 2               |
| Bảng xếp hạng (1972)                     | Vị trí cao nhất |
| U.S. Billboard Hot 100                   | 2               |
| U.S. Billboard Best Selling Soul Singles | 2               |

- 1958: Bobby Day
- 1972: Michael Jackson

### Chứng nhận
| Phiên bản | Quốc gia | Chứng nhận | Doanh số |
| --------- | -------- | ---------- | -------- |
| 1972      | Hoa Kỳ   | Vàng       | 500,000  |